# مقاطعة بولاسكي (فيرجينيا)
 مقاطعة بولاسكي  (بالإنجليزية:  Pulaski County)‏ هي إحدى المقاطعات في ولاية فيرجينيا في الولايات المتحدة الأمريكية.